# Massacro di Zambrów

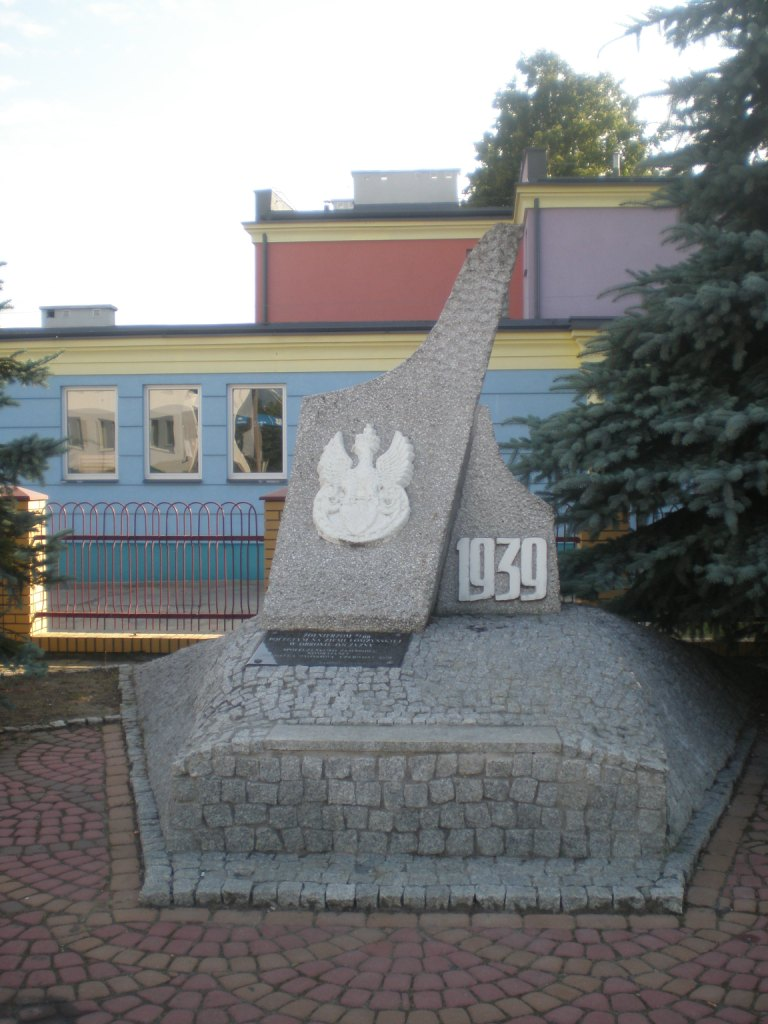
Monumento ai caduti del 71º reggimento di fanteria polacco. Alcuni di loro potrebbero essere stati tra le vittime del massacro di Zambrów.

Il massacro di Zambrów fu un crimine di guerra avvenuto nella notte tra il 13 e il 14 settembre 1939, uno dei maggiori crimini della Wehrmacht durante l'invasione della Polonia: nella notte, il campo di prigionia improvvisato a Zambrów fu disturbato da un certo numero di cavalli in preda al panico e più di 200 soldati polacchi, che cercarono di scappare, furono uccisi dalle sentinelle tedesche. Alcuni testimoni in seguito dissero che i cavalli furono lasciati liberi di proposito dalle sentinelle con lo scopo di sfruttare l'incidente come pretesto per massacrare i prigionieri.

## Contesto storico
La battaglia di Zambrów, durata dall'11 al 13 settembre 1939, coinvolse le unità del gruppo operativo speciale "Narew" del generale polacco Czesław Młot-Fijałkowski, in particolare la 18ª divisione di fanteria polacca al comando del colonnello Stefan Kossecki, che affrontarono un'offensiva dal XIX corpo d'armata tedesco del generale Heinz Guderian e dal XXI corpo d'armata del generale Nikolaus von Falkenhorst. Le forze polacche furono respinte, la 18ª divisione di fanteria subì pesanti perdite e fu distrutta, con diverse migliaia di soldati fatti prigionieri di guerra.
Durante l'invasione della Polonia del 1939, la Wehrmacht commise numerosi crimini di guerra, tra cui diversi massacri di prigionieri di guerra. Le ragioni dei massacri dei prigionieri di guerra suggerite dagli storici, includono il disprezzo per i civili e i soldati polacchi, incoraggiato dalla propaganda nazista che li descrisse come Untermenschen che odiavano i tedeschi. Molti altri storici occidentali indicano i piani bellici formulati dallo stato maggiore tedesco prima dell'invasione, i quali autorizzavano le SS a svolgere le funzioni di sicurezza per conto dell'esercito come l'imprigionamento o l'esecuzione dei cittadini polacchi, ebrei o gentili.
Il 19 settembre, poco dopo l'inizio delle ostilità, Franz Halder, annotò nel suo diario di aver ricevuto delle informazioni da Reinhard Heydrich. Le SS stavano iniziando la loro campagna per "ripulire" la Polonia dagli ebrei, dall'intellighenzia, dal clero cattolico e dall'aristocrazia, Halder fu a conoscenza degli omicidi ma non si oppose. Respinse i crimini come aberrazioni e rifiutò la richiesta di perseguire gli autori all'interno delle SS e della polizia. Inoltre, gli ufficiali tedeschi spesso trattarono i soldati polacchi catturati dietro le linee tedesche come partigiani, non come soldati regolari, e si sentirono giustificati nell'ordinare la loro esecuzione sommaria. Ciò portò a diverse dozzine di esecuzioni di soldati polacchi, oltre a un numero difficile da stimare di omicidi di singoli soldati.
Oltre all'evento di Zambrów, ci furono altri casi in cui le unità militari tedesche uccisero i prigionieri di guerra polacchi: a Ciepielów (stimato in 250 o più vittime), Katowice (circa 80 vittime), Majdan Wielki (circa 42 vittime), Serock (circa 80 vittime), Sochaczew (circa 50 vittime), Szczucin (circa 40 vittime) e Zakroczym (circa 60 vittime).
I sovietici, che durante questo periodo occuparono alcune regioni della Polonia, intrapresero altre sistematiche esecuzioni di massa di ufficiali militari e intellettuali polacchi. Dei circa 22.000 prigionieri assassinati nella foresta di Katyn' in Russia, circa 8.000 furono ufficiali polacchi imprigionati durante l'invasione sovietica della Polonia del 1939, altri 6.000 furono agenti di polizia e intellettuali polacchi.

## Il massacro
Entro il 13 settembre 1939, il campo di prigionia improvvisato a Zambrów, presso gli edifici della guarnigione del 71º reggimento di fanteria polacco, contò da 4.000 a 5.000 prigionieri di guerra polacchi, accanto al campo ci furono alcuni cavalli. La guardia tedesca fu rinforzata da un numero di auto equipaggiate con mitragliatrici. Nella notte tra il 13 e il 14 settembre 1939, le sentinelle tedesche lanciarono un ulteriore avvertimento, affermando che tutti i prigionieri che si fossero mossi durante la notte sarebbero stati fucilati. Più tardi in quella notte, alcuni cavalli in preda al panico si fecero strada nel campo; quando i soldati polacchi cercarono di spostarsi per evitare di essere calpestati, le sentinelle tedesche aprirono il fuoco con mitragliatrici e armi leggere per circa 10 minuti, fino a quando alcuni soldati tedeschi furono colpiti dal fuoco amico: ai soldati polacchi presenti nel campo fu negato il permesso di muoversi e furono negate anche le richieste di aiuto per i feriti.
All'alba, il conteggio mostrò circa 200 morti polacchi e 100 feriti (un'altra stima contò 250 vittime): molti testimoni tra i prigionieri di guerra credettero che l'incidente fosse stato creato di proposito dalle sentinelle tedesche, provocando il panico nei cavalli per essere stati accecati dai riflettori delle sentinelle.
Il massacro di Zambrów fu uno dei peggiori crimini di guerra tedeschi verificatosi durante l'invasione della Polonia del 1939.